# Fengxian
Fengxian, tidigare stavat Fengsien,  är ett stadsdistrikt i Shanghai i östra Kina.
Fengxian är indelat i tre stadsdelsdistrikt (jiedao) och åtta köpingar (zhen):
Stadsdelsdistrikt:
- Fengpu (奉浦街道)
- Jinhai (金海街道)
- Xidu (西渡街道)

Köpingar:
- Fengcheng (奉城镇)
- Haiwan (海湾镇)
- Jinhui (金汇镇)
- Nanqiao (南桥镇)
- Qingcun (青村镇)
- Situan (四团镇)
- Zhelin (柘林镇)
- Zhuanghang (庄行镇)